# Jean-Marie Souriau
Pour les articles homonymes, voir Souriau.
Jean-Marie Souriau, né le 3 juin 1922 à Paris, 6ème au 21 rue Le Verrier et décédé le 15 mars 2012 à Aix-en-Provence,, est un mathématicien français, principalement connu pour ses travaux sur la géométrie symplectique.

## Biographie
Fils de Michel Souriau (1891-1986), professeur de philosophie à l’université de Lille, recteur de l’académie de Rennes puis de Lille et de Marthe Charvet (1901-1991), fille de Daniel Charvet (1859-1928), professeur de mathématiques aux lycées Saint-Louis et Buffon de Paris, dmt 21 rue Le Verrier, neveu de Jacques Souriau (1886-1957), artiste peintre, dmt 20 boulevard du Port Royal et petit-fils de Paul Souriau (1852-1926) normalien et philosophe, lui-même père d'Etienne Souriau (1892-1979) normalien et philosophe.
Ancien élève de l'ENS (1942), agrégé de mathématiques (1945), Jean-Marie Souriau est chercheur au CNRS puis ingénieur à l'ONERA.
Il a publié de nombreux travaux, dont des traités de relativité et de mécanique. Il a développé les aspects symplectiques de la mécanique classique et de la mécanique quantique. Ses travaux les plus importants portent sur la première interprétation géométrique du spin, l'action coadjointe d'un groupe sur son espace des moments, l'application moment, la préquantification (quantification géométrique), la classification des feuilles symplectiques homogènes, la thermodynamique des groupes de Lie (modèle symplectique de la mécanique statistique et généralisation de la métrique de Fisher-Koszul de la géométrie de l'information) ou encore les espaces difféologiques.

## Publications
- Sur la stabilité des avions, thèse 62, ONERA, 1953.
- Géométrie et relativité, Hermann, 1964,  (ISSN 0768-0341).
- « Quantification géométrique et applications », Annales de l'IHP, Physique théorique (section A), t. 6, n° 4, 1967, p. 311-341 (PDF).
- Structure des systèmes dynamiques, Maîtrises de mathématiques, Dunod, Paris, 1970  (ISSN 0750-2435).
- Calcul linéaire, t. 1 et 2, PUF, Paris, 1954 et 1955, 2e éd. 1964 et 1965, réédition (en 1 volume), Éditions Jacques Gabay, 1992  (ISBN 978-2-87647-097-2).
- « Matière parfaite en relativité générale », Séminaire Janet, Mécanique analytique et mécanique céleste, t. 3, exposé nº 7, 11 pages, 1959-1960 (PDF).
- « Équations d'onde à 5 dimensions », Séminaire Janet, Mécanique analytique et mécanique céleste, t. 6, exposé nº 2, 11 pages, 1962-1963 (PDF).
- « Modèle de particule à spin dans le champ électromagnétique et gravitationnel », Annales de l'IHP, Physique théorique (section A), t. 20, nº 4, p. 315-364, 1974 (PDF).
- « Mécanique statistique, groupes de Lie et cosmologie ». Colloque International du CNRS : Géométrie symplectique et physique Mathématique, Aix-en-Provence, 1974
- « Géométrie symplectique et physique mathématique », Gazette des mathématiciens, n° 10, 1978, p. 90-133.
- « La structure symplectique de la mécanique décrite par Lagrange en 1811 », Mathématiques et sciences humaines, nº 94, 1986, p. 45-54.
- « Résonances et non-résonances dans le système solaire », communication au Colloque sur la gravitation à l'Observatoire de Genève, 1989.
- (en) Structure of Dynamical Systems: A Symplectic View of Physics, Springer Verlag, 1997  (ISBN 0-8176-3695-1).
- Grammaire de la Nature, publié en ligne, avril 2007 (lire en ligne).

## Citations
« Les mathématiques sont les godasses de la technique ».